# Alexander Cambridge, Conte de Athlone
Alexander Cambridge, Conte de Athlone (Alexander Augustus Frederick William Alfred George; 14 aprilie 1874 – 16 ianuarie 1957), a fost rudă apropiată a familiie regale britanice, comandant militar britanic, maior general care a servit ca Guvernator General în Africa de Sud și în Canada.

## Educație și carieră militară

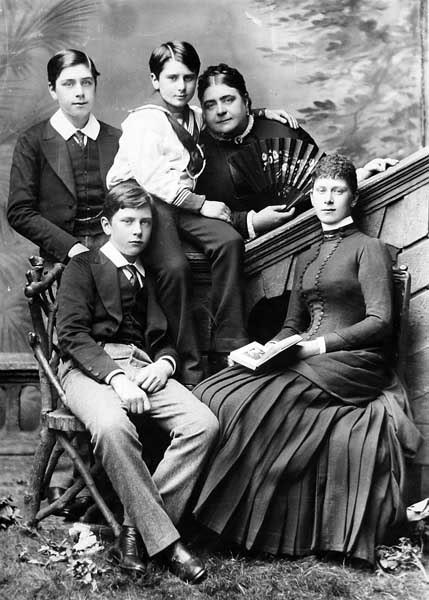
Ducesa de Teck și familia ei c. 1880; Prințul Alexander este în centru cu brațele în jurul Ducesei, Prințesa Mary (mai târziu regina Mary) este în partea dreaptă.

Prințul Alexander de Teck s-a născut la Palatul Kensington la 14 April 1874, ca al patrulea copil și al treilea fiu al Prințului Francis, Duce de Teck și a soției lui, Prințesa Mary Adelaide de Cambridge. Deși mama lui era nepoată a regelui George al III-lea și verișoară a reginei Victoria, Athlone, ca fiu al unui prinț de Teck în Württemberg era doar un membru minor al familiei regale britanice și deținea titlul de Prințul Alexander de Teck. În familie era cunoscut sub numele de Alge, și a fost caracterizat ca un individ meticulos cu un temperament iute dar de scurtă durată și capacitatea de a fi prudent și plin de tact.
Când prințul Alexander avea nouă ani, părinții au părăsit Regatul Unit pentru Europa continentală pentru a scăpa de datoriile uriașe. Prințul a rămas la Colegiul Eton înainte să fie mutat Colegiul militar regal Sandhurst. În 1894 cu pregătirea militară completă, prințul Alexander a fost comandant ca locotenent secund al regimentului 7 de husari, și pentru scurt timp a servit în al doilea război Matabele. După conflict, prințul a fost numit la 8 decembrie 1898 de către regina Victoria cavaler comandant al Ordinului Victoria. Mai târziu, pentru acțiunile sale în al doilea război bur, prințul a fost răsplătit în aprilie 1901 de regele Eduard al VII-lea cu "Distinguished Service Order".
La 16 noiembrie 1903 s-a logodit cu Prințesa Alice de Albany, fiica Prințului Leopold, Duce de Albany și deci nepoată a reginei Victoria și nepoată de frate a guvernatorului general al Canadei, Prințul Arthur, Duce de Connaught și Strathearn. Cuplul s-a căsătorit la 10 februarie 1904 la Castelul Windsor, și șase zile mai târziu prințul a fost numit Cavaler Marea Cruce al Ordinului Victoria.
Alexander și Alice au avut trei copii: Prințesa May de Teck născută în 1906, Prințul Rupert de Teck născut în 1907 și Prințul Maurice de Teck născut în 1910 care a trăit mai puțin de șase luni.
La izbucnirea Primului Război Mondial, prințul Alexander, care promovase la rangul de maior și era comandant, a fost nominalizat de primul ministru britanic Herbert Asquith să devină Guvernator General al Canadei. Cu toate acestea, prințul a fost chemat pentru serviciul activ cu regimentul său participând la lupte în Franța și Flandra.

În timpul războiului, sentimentul anti-german în întregul Imperiu Britanic l-a determinat pe rege să schimbe numele german al casei regale Casa de Saxa-Coburg și Gotha în englezescul Casa de Windsor; în același timp a renunțat la toate titlurile germane atât pentru sine cât și pentru întreaga familie regală. Printr-un act regal emis la 14 iulie 1917, Alexander, împreună cu fratele său, prințul Adolphus, Duce de Teck, au cedat toate titlurile lor germane și au ales numele de Cambridge, după bunicul lor, Prințul Adolphus, Duce de Cambridge.
Alexander a fost apoi cunoscut doar ca Sir Alexander Cambridge, până când, la 7 noiembrie 1917, regele l-a numit Conte de Athlone și Viconte Trematon. Athlone a refuzat titlul de marchiz deoarece  a crezut că titlul nu suna destul de britanic. Soția lui Athlone și-a păstrat titlul regal în timp ce copiii lor au devenit Lady May Cambridge și Rupert Cambridge, Viconte Trematon.

## Guvernator General al Uniunii Africii de Sud
În 1923, Athlone a fost numit de rege general maior (în ciuda retragerii sale din armată) și Guvernator General al Uniunii Africii de Sud, înlocuindu-l pe vărul său, Prințul Arthur de Connaught. A ajuns la Pretoria în ianuarie 1924 și a început imediat îndatoririle de vicerege deschizând clădirea nou construită a parlamentul.
În alegerile care au urmat, Partidul Național a câștigat majoritatea locurilor în Adunarea Națională, iar Athlone l-a numit pe liderul partidului, James Hertzog, ca noul său prim ministru. În acel timp, naționalismul african era în creștere în dominioane și Hertzog a fost un republican care a promovat secesiunea Africii de Sud de Imperiul Britanic. Ca atare, el a propus ca țară să  adopte propriul steag. Athlone s-a dovedit simpatic și plin de tact și a rezolvat problema prin avansarea unui steag care a fost unic în Africa de Sud, dar care conținea încă steagul Uniunii în ea, în ciuda opoziției. De asemenea, el și-a câștigat popularitatea în rândul sud-africanilor de toate rasele, prin frecvente sale tururi ale țării, îndeplinind numeroase îndatoriri.
Pentru serviciile sale în Africa de Sud aduse Coroanei, Athlone a fost numit de regele George al V-lea Cavaler al Ordinului Jartierei la 17 aprilie 1928, și, după întoarcerea sa în UK, l-a numit la 4 august 1931 guvernator al castelului Windsor. Anul următor a fost numit cancelar la Universitatea din Londra, post pe care l-a deținut până în 1955.

## Guvernator General al Canadei
În Canada la sfârșitul anilor 1930, au existat apeluri din cercurile guvernamentale și mass-media pentru rege de a numi un individ născut canadian ca guvernator general. Cu toate acestea, primul ministrul canadian William Lyon Mackenzie King l-a sfătuit pe regele George al VI-lea că nu era momentul potrivit pentru o astfel de schimbare în tradiția viceregelui. Unchiul lui George, Contele de Athlone, al cărui nume Mackenzie King l-a invocat a fost numit Guvernator General.